# Îlots Zhutai
Les îlots Zhutai (Chinois traditionnel: 蠋臺雙嶼 ; pinyin: Zhútái Shuāng Yǔ) sont deux îlots similaires en forme de bâton de bougie dans le district de Jinshan, dans le Nouveau Taipei à Taïwan. 

## Géologie
Ces îlots faisaient autrefois partie du cap Jinshan. Avec le mouvement continu des plaques tectoniques et l'effet de l'érosion côtière, elles se séparèrent de l'île de Taïwan. Au début, l'îlot formait une simple arche rocheuse, mais le sommet s’effondra, ce qui les fit ressembler à deux chandeliers,,. 

## Géographie
Les îlots sont situés à 450 mètres du cap Jinshan.